# Hiéroglyphe égyptien F48
L'intestin lové en s inversé, en hiéroglyphes égyptiens, est classifié dans la section F « Parties de mammifères » de la liste de Gardiner ; il y est noté F48.

## Représentation
Il représente un intestin lové en s inversé. Il est translittéré ḳȝb ou pẖ. 

## Utilisation
| F46 |

| F46 |

| F47 · r | t · y | D54 |

| F47 · r | t · y | D54 |

| s | q | A | b | F48 · Y1 |

| s | q | A | b | F48 · Y1 |

| V25 | b | W · F48 | x · t | Y1 · Z2 |

| V25 | b | W · F48 | x · t | Y1 · Z2 |

| M11 |

| M11 |

Il ne doit pas être confondu avec :
| F46 |

| F46 |

| F47 |

| F47 |

| F49 |

| F49 |